# Porsuigieco (álbum)
Porsuigieco es el primer y único álbum de estudio de la banda de rock acústico PorSuiGieco, lanzado el 7 de marzo de 1976. Aunque al principio la idea del grupo era hacer un disco de folk acústico, el resultado terminó siendo algo más eléctrico, aun así conservando la esencia de la banda. La portada del disco es una foto tomada "improvisadamente" por una ventana que a Charly le gustó como tapa para el álbum aunque a los demás no los convencía.
El LP, contiene temas como «La mamá de Jimmy», un blues compuesto por León Gieco; «Quiero ver, quiero ser, quiero entrar», una canción vieja de Charly García, «Fusia», la primera composición de Nito Mestre en ser grabada y «El fantasma de Canterville» de García, que venía oculto en algunos discos.

## Historia

### Antecedentes
Poco después de la gira, el grupo ingresó en los estudios Music-Hall para grabar lo que sería su único LP. Pero no duraron mucho allí: el dueño de la compañía, Néstor Celasco, envió un par de «espías» para ver si encontraban huellas de sustancias «non sanctas» las que, por supuesto, fueron halladas. Pero en lugar de una reprimenda, quizá consciente de su inutilidad, decidió enviarlos a otro estudio, para no verse comprometido. Así fue que la mayor parte de Porsuigieco se grabó finalmente en el Estudio Phonalex, ubicado en la calle Dragones (que inspiraría el tema de Gieco «Los chacareros de Dragones», editado en su 3º LP). El lugar disponía de condiciones técnicas inferiores a las de Music-Hall (sólo cuatro canales), pero tenía una cierta intimidad que favoreció el clima de la grabación.
Para dotar al grupo de un sonido más «profesional» que las simples guitarras acústicas y piano con que se acompañaban en vivo fueron convocados algunos de los mejores músicos de la época: entre otros, participaron Oscar Moro, Rinaldo Rafanelli, Pino Marrone, Juan Rodríguez, Leo Sujatovich, José Luis Fernández, Gonzalo Farrugia. Para su tema, «Las puertas de Acuario», Porchetto invitó a los integrantes de su grupo, Reino De Munt, que incluía al guitarrista Gustavo Bazterrica (futuro integrante de La Máquina de Hacer Pájaros).

### Grabación
Cada uno de los principales compositores contribuyó con algunas gemas de su cosecha; León, curiosamente, aportó el momento más rocanrolero del disco con «La mamá de Jimmy», además de «Viejo, solo y borracho» y una canción que se convertiría en uno de sus grandes clásicos: «La colina de la vida». También una adaptación de «Todos los caballos blancos» ―originalmente incluido en su primer LP―, en una versión más lenta, ideal para las armonizaciones vocales que eran el fuerte del grupo.
Charly aportó tres canciones de las primerísimas épocas de Sui Géneris, «Quiero ver, quiero ser, quiero entrar» ―que se convertía en el vehículo para el lucimiento de María Rosa Yorio―, «Antes de gira» y «Tu alma te mira hoy» (estos últimos dos los tocaron Nito y Charly con Sui Géneris hacia 1973 en el programa Melopea de Litto Nebbia). Nito Mestre hacía su debut como compositor con «Fusia», mientras que «Burbujas musicales» es exactamente eso: la grabación de la efervescencia de una tableta de Redoxon, procesada con efectos.
Porchetto contribuyó con «Las puertas de acuario», en donde podemos apreciar un fragmento en que canta simultáneamente con Mestre dos letras (Porchetto vocaliza agudo y Mestre grave, ambos cantando diferentes letras por cada canal), y «Mujer del bosque» compuesta a último momento para reemplazar otra que le habían borrado por error. Raúl recuerda que la letra la terminó en el colectivo 44, viajando con Charly hacia el estudio.

### La Censura
Pero hubo otro tema compuesto de urgencia: «Antes de gira», una canción de García, que fue grabada de apuro para reemplazar «El fantasma de Canterville», también de Charly. Ya corría el siniestro 1976, y comenzaba la exigencia de mandar las letras para que las censuraran en el COMFER. Cuando volvieron, llegó la orden de que no se podría incluir «El fantasma de Canterville» que contenía frases como «me han ofendido mucho y nadie dio una explicación, ¡ay, si pudiera matarlos lo haría sin ningún temor! Pero siempre fui un hombre que creyó en la humanidad. [...] He muerto muchas veces acribillado en la ciudad, pero es mejor ser muerto que un número que viene y va».
Sin embargo, una pequeña partida de discos que ya estaba fabricada alcanzó a ver la calle (sin ninguna mención en el arte de tapa) con ese tema, antes de ser sustituida por la versión definitiva. Justamente de una de esas placas fue tomada la versión de «El fantasma de Canterville» que se edita por primera vez de manera oficial en el CD que se lanzó con una edición del diario Página/12 (Buenos Aires). Años más tarde, Gieco haría su propia versión de esta canción, convirtiéndose en una de las más famosas de su carrera.

## Lista de canciones
| N.º | Título                                  | Escritor(es)                                             | Vocalísta(s) Principal(es).              | Duración |  |
| 1.  | «La mamá de Jimmy»                      | León Gieco.                                              | León Gieco.                              | 3:39     |  |
| 2.  | «Fusia»                                 | Nito Mestre.                                             | Nito Mestre.                             | 3:32     |  |
| 3.  | «Viejo, solo y borracho»                | León Gieco.                                              | León Gieco.                              | 3:29     |  |
| 4.  | «Burbujas musicales»                    | Raúl Porchetto, León Gieco, Nito Mestre y Charly García. | Instrumental.                            | 0:29     |  |
| 5.  | «Tu alma te mira hoy»                   | Mario Carlos Piegari (Letra) y Charly García (Música).   | Nito Mestre, Charly García y León Gieco. | 5:11     |  |
| 6.  | «Las puertas de Acuario»                | Raúl Porchetto.                                          | Raúl Porchetto y Nito Mestre.            | 4:34     |  |
| 7.  | «Quiero ver, quiero ser, quiero entrar» | Charly García.                                           | María Rosa Yorio.                        | 5:00     |  |
| 8.  | «Mujer del bosque»                      | Raúl Porchetto.                                          | Raúl Porchetto.                          | 3:27     |  |
| 9.  | «Todos los caballos blancos»            | León Gieco.                                              | María Rosa Yorio.                        | 4:02     |  |
| 10. | «Antes de gira»                         | Charly García.                                           | Charly García.                           | 4:40     |  |
| 11. | «La colina de la vida»                  | León Gieco.                                              | León Gieco.                              | 5:34     |  |
| 12. | «El fantasma de Canterville»            | Charly García.                                           | León Gieco.                              | 4:03     |  |

## Músicos
- Charly García: voz, coros, piano acústico, piano eléctrico Fender Rhodes, Clavinet, órgano electrónico, melotrón, Minimoog, guitarra acústica, guitarra eléctrica, slide, contrabajo.
- León Gieco: voz, guitarra acústica, pandereta, armónica y coros.
- Nito Mestre: voz, guitarra acústica, flauta traversa y coros.
- Raúl Porchetto: voz, guitarra acústica, guitarra eléctrica y coros
- María Rosa Yorio: voz, coros

## Invitados
- Leo Sujatovich (16 años): piano en 2.
- Gustavo Bazterrica: guitarra eléctrica en 6.
- Pino Marrone: guitarra eléctrica en 1, 5, 7 y 12.
- José Luis Fernández: bajo eléctrico en 1 y 12. Guitarra acústica en 7.
- Rinaldo Rafanelli: bajo eléctrico en 3 y 5.
- Alfredo Toth: bajo eléctrico en 10.
- Horacio Josebachvilli: batería y percusión en 6 y efectos en 4.
- Frank Ojstersek: bajo eléctrico en 6.
- Gonzalo Farrugia: batería en 7 y 12.
- Oscar Moro: batería en 1, 3 y 5.
- Juan Rodríguez: congas en 5 y percusión en 6.